# 1979 KD
1979 KD är en asteroid i huvudbältet som upptäcktes den 19 maj 1979 av den danske astronomen Richard West vid La Silla-observatoriet.